# Charles Delucena Meigs
Pour les articles homonymes, voir Meigs.
Charles Delucena Meigs, né le 19 février 1792 à Saint-George (Bermudes) et mort le 22 juin 1869  à Philadelphie (Pennsylvanie), est un obstétricien américain ayant eu une certaine influence au XIXe siècle. On se souvient surtout de lui pour son opposition à l'anesthésie obstétricale et à l'idée que les mains des médecins pussent transmettre de quelconques maladies à leurs patientes.

## Biographie
Fils de Josias Meigs et de Clara Benjamin, Charles Meigs est reçu docteur en médecine à l'Université de Pennsylvanie en 1817. En 1818, il obtient un diplôme avec mention de l'Université de Princeton. Spécialisé en obstétrique, il sera pendant longtemps le chef de file reconnu de cette spécialité. En 1841, il devient professeur d'obstétrique et de maladies gynécologiques au Jefferson Medical College : il conservera ce poste  jusqu'à sa retraite en 1861.
Meigs  a été toute sa vie un adversaire de l'anesthésie obstétricale. En 1856, il met en  garde contre « la nature douteuse [du point de vue moral] de tout procédé que  les médecins mettraient en place et qui irait à l'encontre des  opérations de  ces forces naturelles et physiologiques que la Divinité a ordonnées pour notre jouissance ou notre  souffrance ». Il s'oppose aussi à l'idée  que les  médecins puissent transmettre sur leurs mains la fièvre puerpérale pour la  raison que les médecins sont des gentlemen et que  « les mains  des  gentlemen sont propres  ».
Son  fils, Montgomery C. Meigs (1816-1892), fut un quartier-maître général de l'armée américaine pendant la Guerre de Sécession.

## Écrits
- Charles  Delucena Meigs (1854) On the Nature, Signs, and Treatment of Childbed Fevers: In a  Series of Letters  Addressed to the Students of His Class. Original de la  Harvard University (numérisé le 30 nov 2007), vérifié le 22 septembre 2010 :Blanchard and Lea,Philadelphie. pp. 362 pages.

- Charles Delucena Meigs (1854).A Treatise on Acute and Chronic Diseases of the Neck of the Uterus. Blanchardand Lea, Philadelphie. pp. 116 pages.

- Charles Delucena Meigs (1re éd., 1849; 3e éd., 1856; 4e éd., 1862 ; 5e éd.,1867).          Treatiseon Obstetrics: The Science and Art. Blanchard and Lea, Philadelphie.